# Mon Salon

Mon Salon est une chronique d'Émile Zola.

## Conditions de la rédaction de la chronique
Le 15 mars 1866, Émile Zola est engagé pour rédiger les comptes rendus du futur Salon de l’exposition universelle. Il sera selon ses propres termes « le grand justicier des artistes qui exposeront cette année ». 
Il n’est pas novice des salons de peinture, il fréquente en effet, les ateliers et les galeries, ce notamment grâce à son ami d’enfance Paul Cézanne dont les tableaux seront refusés en 1865. Il va s’engager auprès de lui et d’autres peintres dans une lutte pour le rétablissement du Salon des refusés.
Durant ces quelques mois de critique d’art, il se fera le défenseur des laissés pour comptes et le railleur des artistes adorés par l’Académie et les milieux bien pensants. L’Administration des Beaux-Arts prend la décision de ne pas rouvrir le Salon des refusés pour des « raisons de maintien de l’ordre », Zola dénoncera ces hommes « qu’on place entre les artistes et le public » et qui, au lieu d’aider à l’épanouissement de la création « amputent l’art et n’en présentent à la foule que le cadavre mutilé ».
C’est le personnage de Claude, en souvenir du héros de la confession qui signera sa chronique qu’il intitule « Mon Salon ». Il conserve ce titre lorsqu’il publie une brochure recueillant ses écrits pour L’Événement qu’il dédicace à Cézanne dans une longue préface datée du 20 mai 1866.

## L'approche stylistique

### Lasynesthésie: outil de lacritique d'art
Pour Zola, l’œuvre d’Art est « un coin de la création vu à travers un tempérament ». Notre corps vibre avec le même rythme que celui de l’écrivain par les différentes sensations olfactives qu’il décrit. Il est très sensible aux perceptions et sa fréquentation des salons et des ateliers a forgé un regard différend des autres écrivains, ses descriptions dans sa critique d'art débordent d’images kaléidoscopiques et sténographiques.
Il n’est pas un professionnel en la matière et son regard, neuf, n’est pas déformé par des années de conventions picturales. Dans sa critique d’art, Zola met en lumière sa conception de la combinaison des deux éléments dans toute œuvre d’art : la nature : l’élément réel, toujours le même pour tout le monde, et l’homme, l’élément individuel variable à l’infini La nature, dans la conception Zolienne, désigne la réalité qui s’offre de la même façon pour tout observateur. Le tempérament, désigne l’individualité déterminée par la sensibilité, qui caractérise l’homme.
Il se laisse fasciner par ce qui lui paraitra la véritable révolution artistique opérée par celui qu’il défendra tout au long de sa carrière: Edouard Manet.  Les motifs de ses toiles vont bien au-delà du « réalisme »  et révèlent une création abstraite, orchestrée de rapports linéaires, colorés et lumineux, intégrant et dépassant à la fois la figuration réaliste.

### La violence du style
Dans ses articles du Salon public déjà, le simple style conventionnel du compte rendu était largement outrepassé, mais c’est réellement en 1866 lors de cette mission qui lui est confiée que la violence de son style va atteindre des sommets. Il consacre son acte inaugural à une étude acerbe des membres du jury. Ses deux premiers articles seront ainsi publiés les 27 et 30 avril 1866, il dénoncera la suprématie de l’art académique au détriment de l’art universel « Je désire insister sur ce point. Le Jury n’est pas donné par le suffrage universel mais par un vote restreint ». Durant toute l'année 1865, Zola ne cessera de fouiller et emploiera volontiers ce terme dans ses écrits. Il emploie un verbe qui signifie une plongée, une descente dans les désordres, les obscurités, les anarchies, les silences et les énigmes du réel. 
À chaque article, le ton se fait de plus en plus véhément et l’Événement devient vite le déversoir de ses pulsions et colères artistiques. Finalement, l’impensable se produit: après avoir dressé la critique des peintres à la mode (la peinture d’histoire avec Gérôme, Meissonnier, Vernet; les peintres de boudoir avec Dubufe, Cabanel, Bouguereau, Chaplin), l’artiste qu’il désigne comme étant « le plus grand » est celui dont le monde se moque ou s’indigne est Édouard Manet dont les toiles qu’il propose à l’Exposition universelle en 1866 (Le fifre et l’acteur tragique) seront refusées par le jury, moins indulgent que l’année précédente. Il fait sa connaissance et lui consacre un article entier le 7 mai 1866. « Nous rions de Manet et ce seront nos fils qui s’extasieront en face de ses toiles ! » Pour Zola, C’est en Manet que s’incarne parfaitement sa formule esthétique. Très vite et notamment lors de la contemplation d’Olympia en 1865, il saisit son génie.
Dans les numéros suivants, le dénommé Claude persiste. Il dénonce la nullité du Salon, s’indigne que Manet en ait été écarté, S’ensuivra un article intitulé Les chutes où il prétend que l’art de Courbet, de Millet, de Rousseau s’est terni avec le temps, il se dit « déçu »de leurs dernières productions et « pleure » même leur décadence. Sur le plan lexicologique, la forte caractérisation adjectivale, la récurrence des participes présents (« enlaçant, montant, tombant, imprimant, aboutissant à» et celle des adjectifs verbaux (« fuyante, troublantes » ) est prédominante. De même, l'hyperbole renvoie dans les écrits de Zola à l'idée d'une exacerbation quantitative. Les études d'Anatole Claveau mettront en évidence une hystérie du style dont les stigmates caractérisent en partie la verve de Zola .

### L'art naturaliste
« Je n’aime point ce mot d’art, qui entraine avec lui je ne sais quelle idée d’arrangement, de convention. Je ne connais que la vie ». Zola demande aux artistes de peindre la vie et non d'essayer de convaincre par tel ou tel arrangement illusoire. Il est héritier de la théorie naturaliste. Il s’imprègne de toutes ses significations et emplois antérieurs du mot dans les domaines scientifiques, philosophiques, artistiques et littéraires. C’est pourquoi il n’hésite pas, dès ses premières critiques d’art à appliquer le terme de  naturaliste aux jeunes paysagistes adeptes des motifs de plein air, de la peinture claire, de la sensation lumineuse de l’impression fugace comme Manet, Monet, Pissarro, Sisley ou encore Renoir.
Les articles de Mes haines et de Mon Salon exaltaient la puissance créatrice du couple constitué par la matière des réalités naturelles et sociales et par le regard d’un tempérament singulier et fort, au mépris des conventions d’écoles et de genres. On peut véritablement parler d'une période naturaliste pour l'écrivain au sens où précisément, dans ses critiques, théorie et roman se conjuguent au plus près.

## Fin de la Chronique
Ce style provoquant aura des conséquences négatives sur le journal. De nombreuses plaintes sont adressées à son directeur: Villemessant. Le bruit court même que l’Empereur Napoléon III voit d’un mauvais œil cette tournure anti-académique que prend la chronique de Zola qui violait les règles du genre en réservant toutes ses louanges à un exclu du Salon. 
Il publia son dernier article, Adieux d’un critique d’art, le 20 mai 1866 en conservant son panache et son insolence « J’ai défendu M. Manet, comme je défendrai dans ma vie toute individualité franche qui sera attaquée. Je serai toujours du parti des vaincus ». 